# Santiago Cuautlalpan (Texcoco)
Santiago Cuautlalpan es una localidad mexicana, está ubicada en el sur del municipio de Texcoco, Estado de México. Colinda al sur con el municipio de San Vicente Chicoloapan, al poniente con el municipio de Chimalhuacán, al norte con la comunidad de Coatlinchán y al oriente con el municipio de Ixtapaluca. Está a una altitud promedio de 2,250metros sobre el nivel del mar. Su toponimia significa "lugar de nido de águilas". Desde 1994 tiene la categoría política de Villa Santiago Cuautlalpan.
Su principal actividad económica es la fabricación de trofeos y estructuras metálicas, siendo el tercer productor de trofeos a nivel mundial. La fabricación de trofeos tiene 50 años. El pueblo también se ha dedicado a la fabricación de comales de barro; actividad que actualmente se encuentra extinguida; así mismo una empresa de perforación de pozos denominado GyMA Perdoraciones, entre otras empresas de comercio al por menor. Cada día 25 de julio, celebra su feria anual en honor de Santiago Apóstol en la parroquia. 
Es también importante la celebración de las fiestas de San Isidro Labrador el día 15 de mayo y la celebración de las fiesta de la virgen de la carretera "Virgen de Guadalupe" que se llevan a cabo el último domingo del año.
De acuerdo con el geógrafo Antonio García Cubas, alrededor de 1888 el poblado tenía 632 habitantes. La población de esta comunidad es hasta el momento de 13,000 habitantes; de la cual el 51 por ciento son mujeres y el 49 por ciento son hombres. Respecto a la educación se cuenta con las preescolares Prof. José María Pardo y Amado Nervo; las primarias General Mariano Ruiz, Cuauhtémoc e Ignacio Manuel Altamirano;  la Secundaria Técnica N.º 44 Acamapichtli y el Centro Universitario UAEM Texcoco, Cuenta con una biblioteca pública perteneciente al H. Ayuntamiento de Texcoco denominada Netzhualcóyotl con un total de 3,900 volúmenes que abarcan las materias de psicología, computación, administración, contabilidad, álgebra, etimologías, etc. Asimismo, la Lechería LICONSA No.15110601 se encuentra ubicada en la calle Francisco Javier Mina S/N; y el centro de salud perteneciente al Instituto de Salud del Estado de México, (ISEM). Atiende a 7,000 habitantes de las localidades: Santiago Cuautlalpan, Santa Mónica, Tepetlixpan, Santa Lucía, El Pino.